# Центральный сельский округ
Центра́льный се́льский окру́г (каз. Тоғызқұдық ауылдық округі) — административная единица в составе Бухар-Жырауского района Карагандинской области Казахстана. Административный центр — село Центральное.

## Состав
| № | Населённый пункт | Тип населённого пункта       | Код КАТО  | Географические координаты       | Население, чел. (2021 г.) |
| - | ---------------- | ---------------------------- | --------- | ------------------------------- | ------------------------- |
| 1 | Урожайное        | село                         | 354077200 | 50°08′37″ с. ш. 72°45′21″ в. д. | ↘291                      |
| 2 | Центральное      | село, административный центр | 354077100 | 50°10′43″ с. ш. 72°44′22″ в. д. | ↘1169                     |

## Население
| Численность населения | Численность населения | Численность населения | Численность населения |
| 1989                  | 1999                  | 2009                  | 2021                  |
| --------------------- | --------------------- | --------------------- | --------------------- |
| 2066                  | ↗2150                 | ↘1849                 | ↘1460                 |